# Koháry János (utazó)
Csábrághi és szitnyai gróf Koháry III. János  (1733 – 1800. november 12.), a császári és  királyi udvari színház igazgatója, utazó.

## Élete
András József negyedik fia. Ellentétben testvéreivel a művészetekért lelkesedett. Előbb a bécsi cs. Kir. Udvari színház bérlője, majd annak igazgatója. Megszállott rózsakeresztes volt, állandóan azt kutatta, hogyan lehet a fémeket arannyá változtatni. 1777-ben bátyja halála után ő lett volna Hont vármegye főispánja, de Mária Terézia nem bízta rá ezt a feladatot, hanem helyette gróf Erdődy Józsefet nevezte ki főispáni helytartóvá. 
Ő finanszírozta Jacob Reineggnek – a legelső orvosnak, akit magyar egyetemen a király szeme előtt avattak – a tanulmányait is a nagyszombati egyetemen. Koháry János Jacob Reineggel közösen ezután bejárta Egyiptomot, Szíriát, Palesztinát, majd Perzsiába ment, ahol 1800 novemberében utolérte a halál. 

## Családja
1779. március 14-én feleségül vette Pinelli Mária Jozefa bárónőt, a házasságukból három gyermek született:
- II. Miklós (*1764. július 12.), alezredes a szluini határőr ezredben, feleségével, Kinsky Mária-Borbálával kötött házasságából gyermeke nem született
- Jozefa (1767–1803), férje Riesch János
- Mária (*1769), férje Forgách Ignác